# Eierland (vuurtoren)
De vuurtoren Eierland staat op het noordelijkste puntje van het Nederlandse eiland Texel. De felrood geschilderde toren valt op van verre en komt dan ook veelvuldig voor op foto’s van Texel.

## Geschiedenis
In het Eierlandse Gat, voor de kust van Texel, zijn in de loop der eeuwen vele schepen vergaan. Terwijl er aan het begin van de negentiende eeuw wel vuurtorens stonden op Terschelling en in Den Helder, had Texel alleen een houten baken. Dit was onvoldoende; alleen al tussen 1848 en 1860 vergingen er 72 schepen voor de Texelse kust.
De Texelse notaris Johannes Ludovicus Kikkert pleitte sterk voor een vuurtoren op de noordpunt van Texel, ter bescherming van de zeevarenden. Hij lobbyde in Den Haag en zette zijn invloed in als wethouder van Texel en als lid van de Provinciale staten van Noord-Holland. Dankzij zijn jarenlange inspanningen werd in 1863 begonnen met de bouw van de vuurtoren. Ontwerper was Quirinus Harder, die ook veel andere Nederlandse vuurtorens heeft ontworpen. Deze toren is de enige bakstenen toren van zijn hand, de anderen zijn van gietijzer. De vuurtoren werd gebouwd op een duin van 20 meter hoog.  In 1864 was de negen verdiepingen tellende toren klaar; op 1 november van dat jaar mocht Kikkert het licht ontsteken.

### Tweede Wereldoorlog
Tijdens de opstand van de Georgiërs in april 1945 is de toren zwaar beschadigd. Hij is in 1948 hersteld door hem met een nieuwe muur te omhullen en een nieuwe bovenbouw te plaatsen. Dit veranderde de vorm van de toren: hij werd een stuk breder.

## Het licht
Tot 1910 brandde het licht op de vuurtoren op petroleum. In 1927 werd dit vervangen door pharoline. Daarna werd de toren geëlektrificeerd. Dit werd gedaan met een 2000 watt Philips gasontlading-kwikdamp-lamp. In 2024 is de verlichting vervangen door een kolom met LED-lampjes. Het lichtpunt zit op 53 meter boven NAP. De lichtsterkte is 2,85 miljoen candela. Het licht schittert tweemaal per 10 seconden. Het licht wordt gebundeld door fresnellenzen, opgebouwd uit concentrisch opgestelde glazen ringen. Door de vernieuwing met LED-verlichting zijn de drie losse lampen, die elk om de beurt een nacht branden, vervangen door een enkele lamp met 50.000 branduren.

## Openstelling
Sinds 2009 wordt de vuurtoren beheerd door Stichting Texels Museum en is hij open voor publiek. Bij helder weer kan kilometers ver worden gekeken vanaf de omloop van de toren. Het lichthuis en de voormalige werkruimte van de vuurtorenwachters zijn niet toegankelijk; de wachtkamer is wel door het raam te bekijken. 

## Afbeeldingen

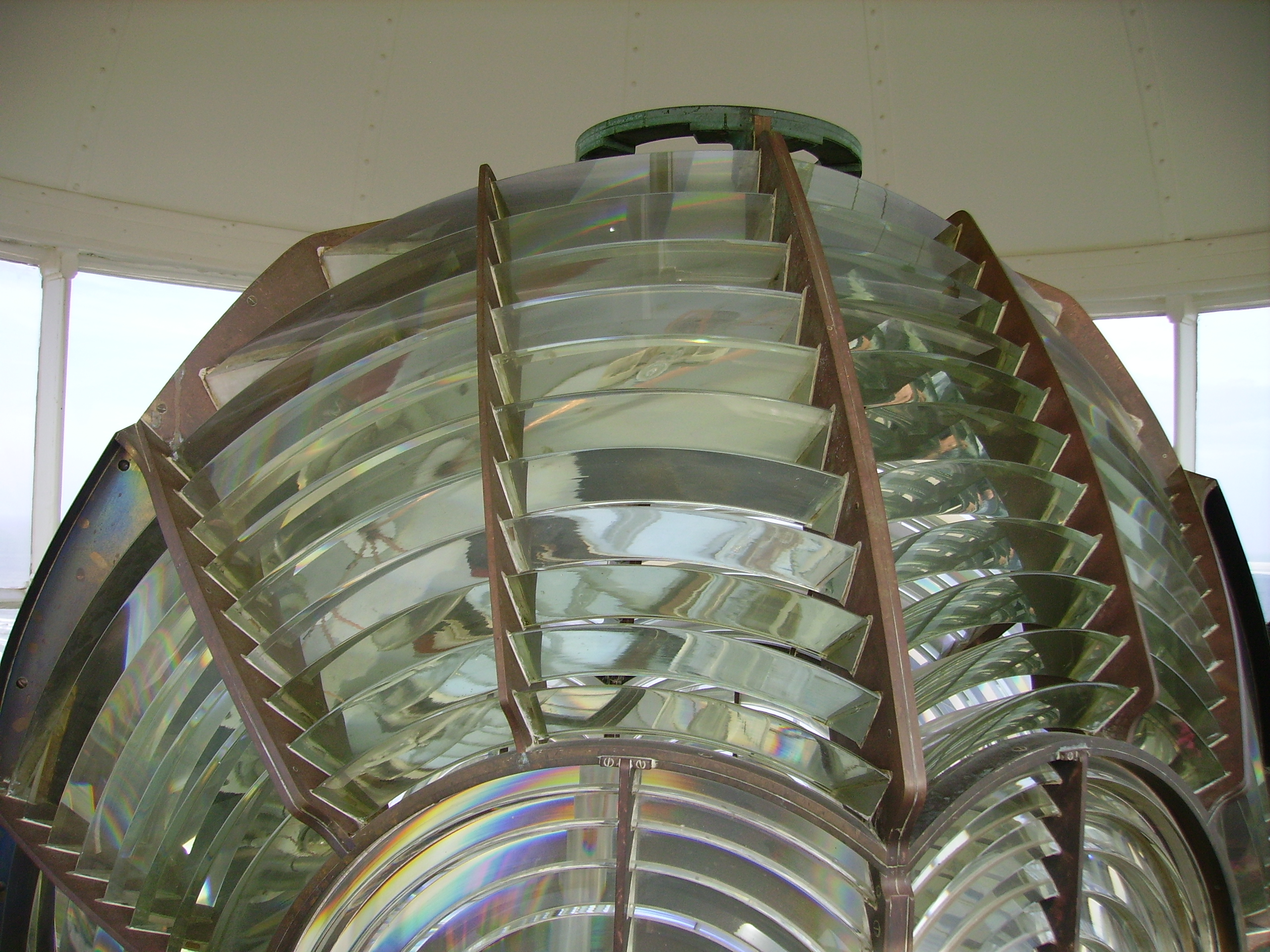
Lens
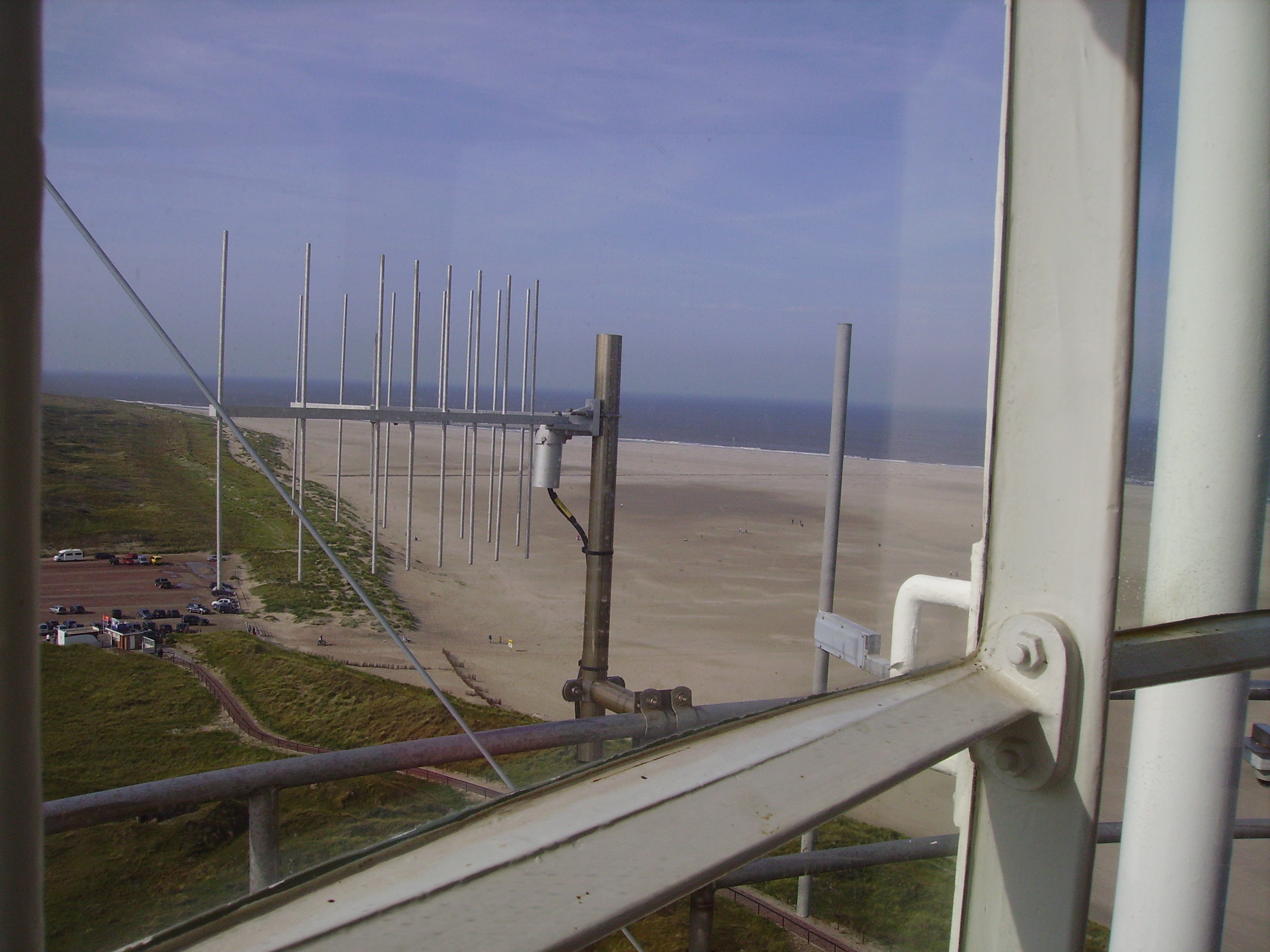
Uitzicht naar het westen
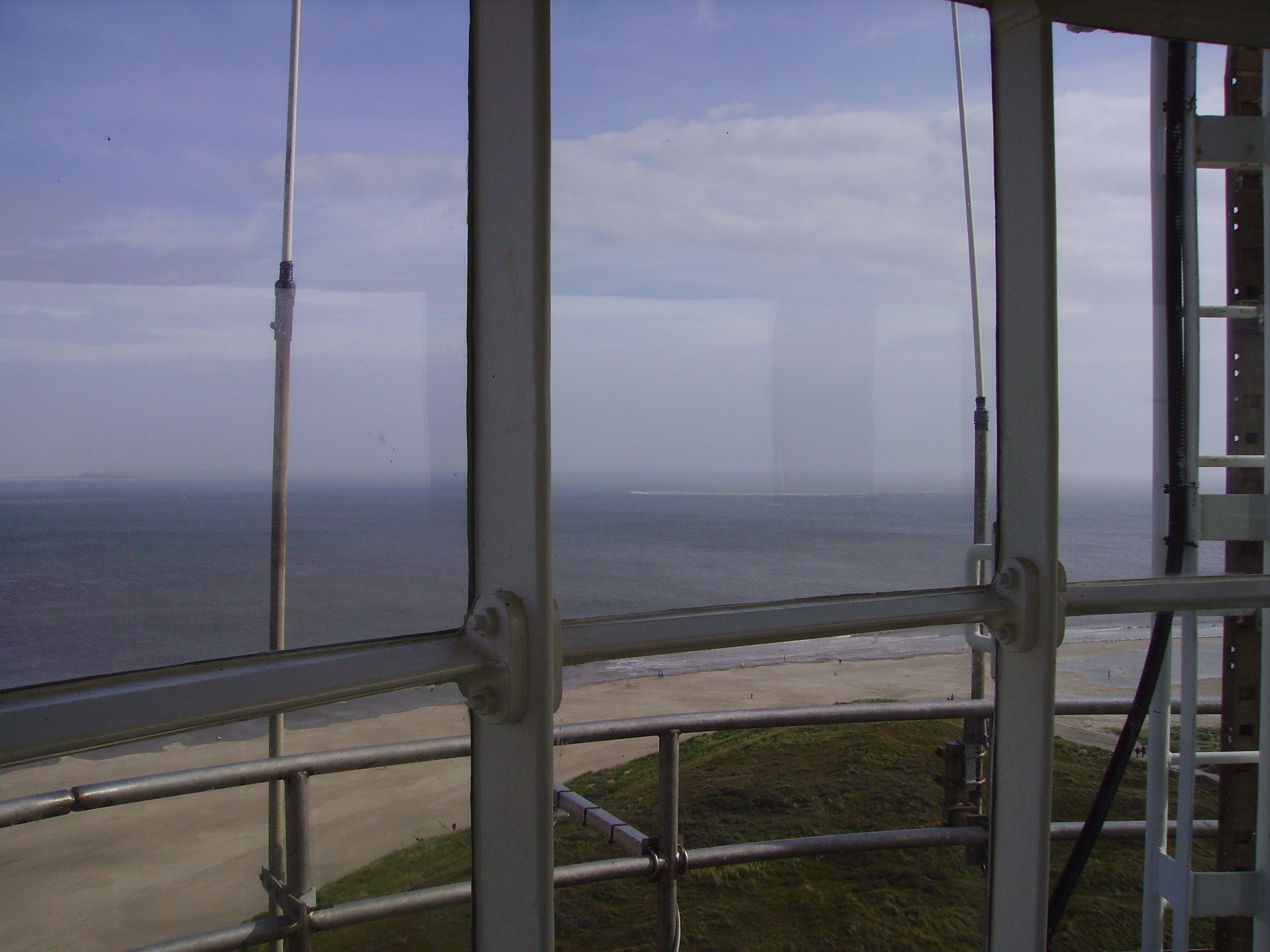
Uitzicht naar het oosten (Vlieland)
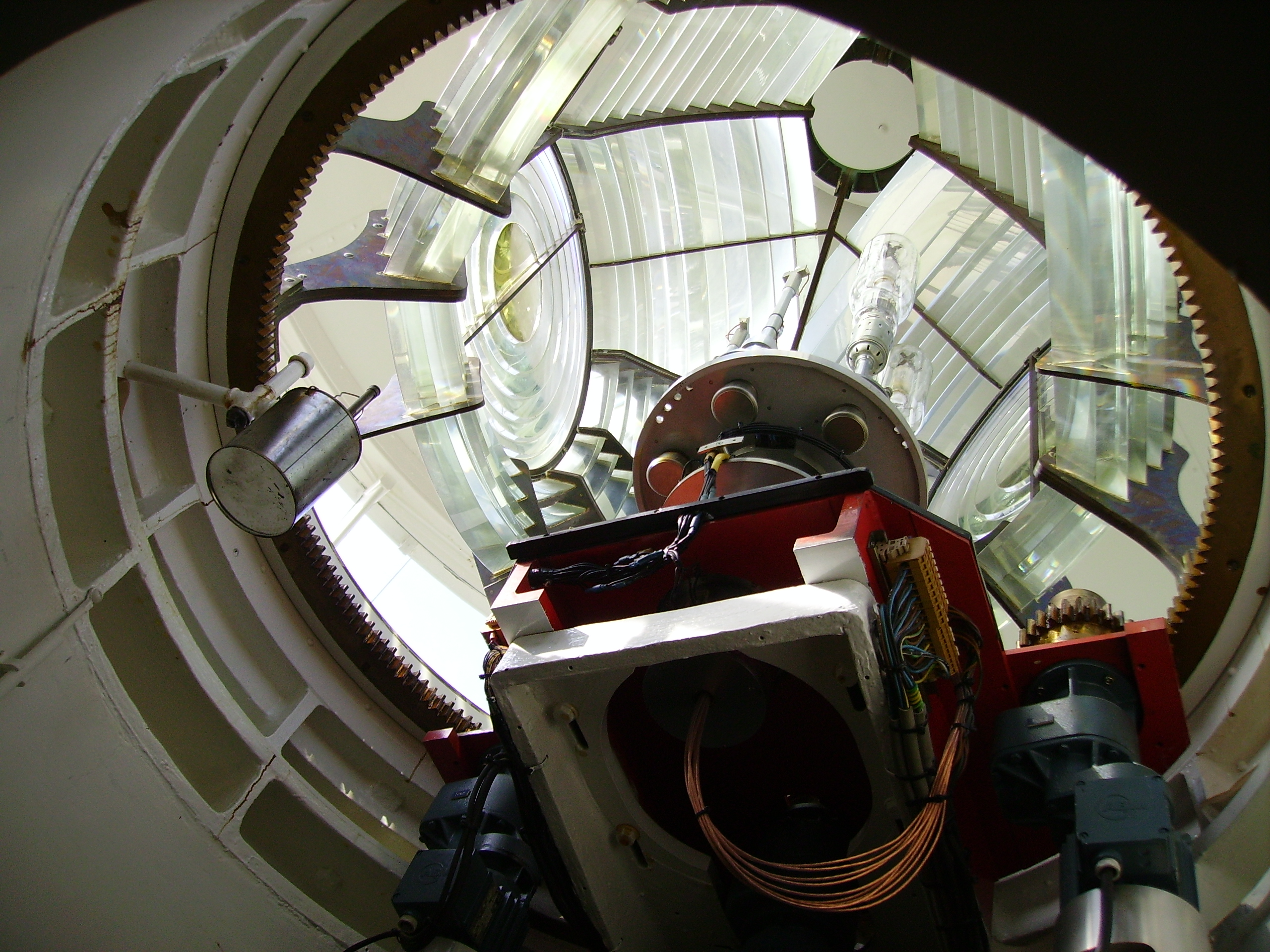
Lens en lamp van onderuit
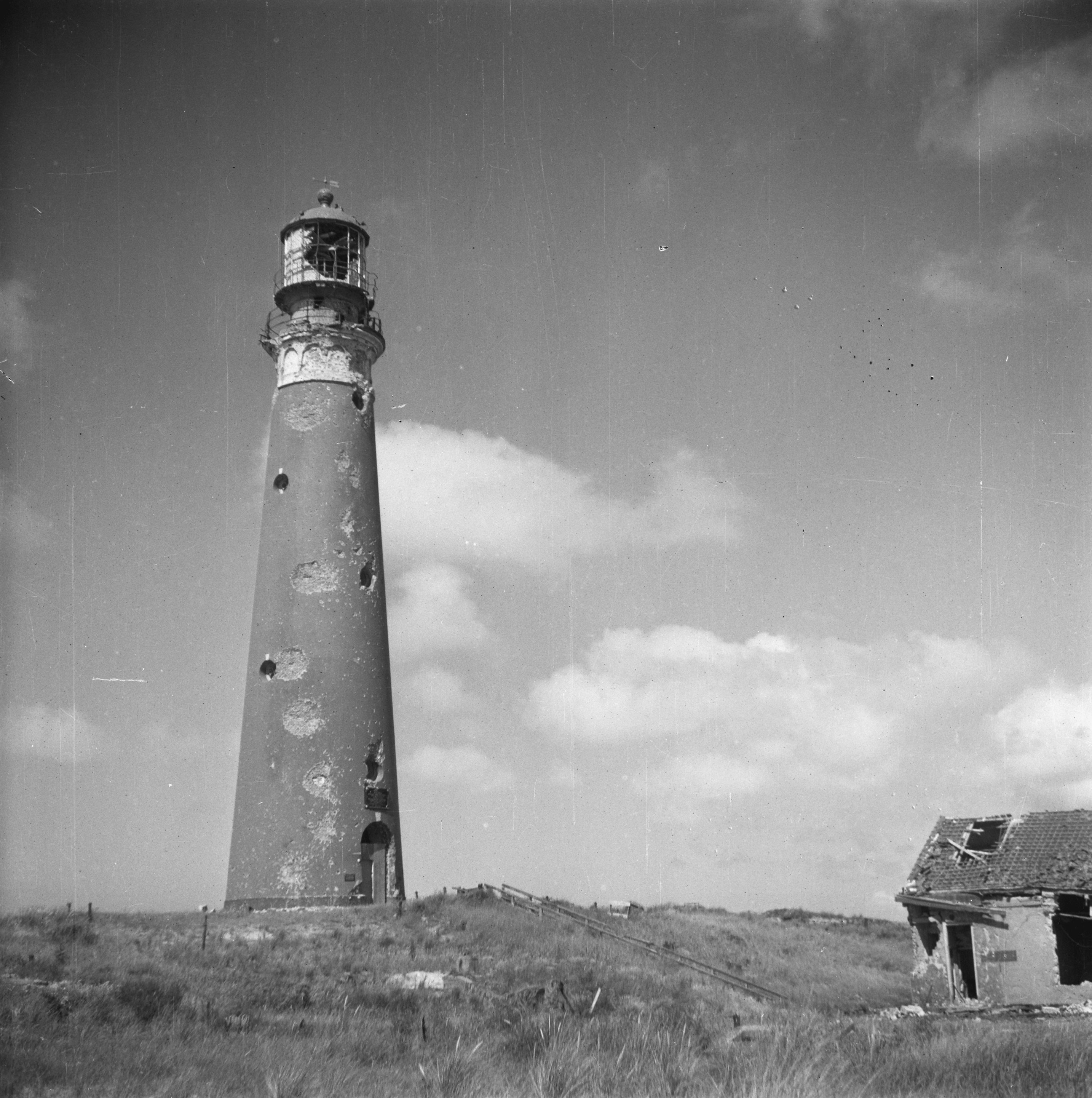
De oorspronkelijke vuurtoren na de gevechten
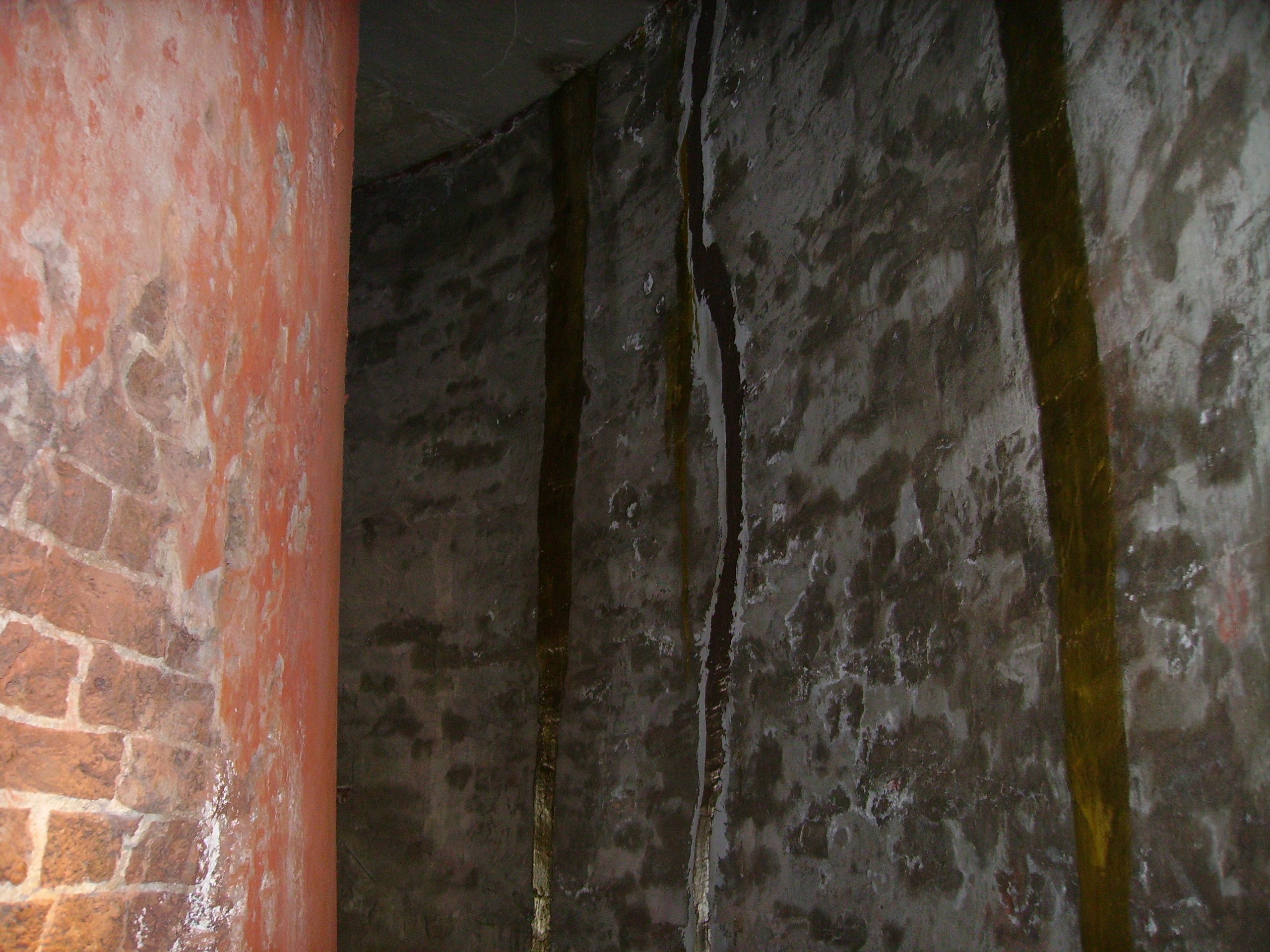
Ruimte tussen de oude vuurtoren en de nieuwe die eromheen is gebouwd